# Ocyropsis fusca
Ocyropsis fusca är en kammanetart som först beskrevs av Rang 1826.  Ocyropsis fusca ingår i släktet Ocyropsis och familjen Ocyropsidae. Inga underarter finns listade i Catalogue of Life.